# 沃克鎮區 (安德森縣)
沃克鎮區（英語：Walker Township）為位在美國堪薩斯州安德森縣的鎮區。2010年美国人口普查中該鎮區人口有668人。該鎮區於1857年設立，以第四任堪薩斯州州長罗伯特·J·沃克的名字命名。

## 地理
沃克鎮區涵蓋面積117.3平方（45.3平方英里），境內擁有一座城鎮：格里利。根據美國地質調查局的資料，此鎮區擁有2座墓園：聖約翰墓園（Saint John Cemetery）以及薩頓瓦利墓園（Sutton Valley Cemetery）。
該鎮區有南福克波特沃托米溪（South Fork Pottawatomie Creek）等溪流通過。

## 人口統計
根據2010年美國人口普查，沃克鎮區人口有668人，人口密度為5.69人/平方公里。種族組成方面，97.01%為白人；0.3%為非裔美洲人；0.45%為美洲原住民；0.15%為亞洲人；0%為太平洋島民；1.05%為來自其他種族；另外有1.05%來自兩個或以上的種族。而西班牙裔美國人或拉丁美洲人等其他族裔佔該鎮區人口的1.8%。

## 外部連結
- US-Counties.com
- City-Data.com （页面存档备份，存于）